# Gurahonț
Gurahonț é uma comuna romena localizada no distrito de Arad, na região histórica da Transilvânia. A comuna possui uma área de 168.52 km² e sua população era de 4332 habitantes segundo o censo de 2007.